# Козлово (Иркутская область)
Козло́во — село в Качугском районе Иркутской области России. Входит в Верхоленское муниципальное образование. 
Находится на обоих берегах Лены, в 15 км к северо-западу от центра сельского поселения, села Верхоленск.

## Население
| 2002 | 2010 | 2011 | 2012 |
| ---- | ---- | ---- | ---- |
| 2    | →2   | →2   | ↘1   |

По данным Всероссийской переписи, в 2010 году в селе проживали 2 мужчины.